# Sara Luvv
Sara Luvv (* 5. März 1993 in Kalifornien, USA) ist eine US-amerikanische Pornodarstellerin.

## Leben
Luvv wurde 1994 in Kalifornien in einer Familie deutscher, irischer und salvadorianischer Abstammung geboren. Sie begann ihre Karriere in der Hardcorebranche mit 18 Jahren. Ihr Debüt gab sie 2012 mit zwei Filmen, beide mit einem lesbischen Thema.
Sie drehte bisher für die Studios Girlfriends Films, Evil Angel, Filly Films, Dark X, Devils Film, Brazzers, New Sensations, X-Art, Digital Sin, Bang Bros und Naughty America. 2015 drehte sie ihre erste Anal-Szene. 2017 gewann sie zusammen mit Anikka Albrite und Mick Blue den XBIZ Award für die beste Sexszene in dem Film Babysitting The Baumgartners. Im Jahr 2017 verabschiedete sie sich von der Branche, nachdem sie in mehr als 400 Filmen zu sehen war. Sie ist bekannt für ihre Darstellungen in Filmen des Genre „Lesben“, „Teen“ und für ihre Darstellungen als „Babysitterin“, ihre Hauptrolle in Babysitting The Baumgartners und ihre Szenen in The Submission of Emma Marx 2 und 3.

## Auszeichnungen
- 2016: Girlsway Girl of the Month, Februar 2016[1]
- 2017: XBIZ Award Best Scene – Feature Release, Babysitting The Baumgartners (2016)
- 2018: AVN Award Best Actress, Faces of Alice (2016)[2]

## Filmografie (Auswahl)
- Mom Knows Best 2, 3, 6
- Adventures with the Baumgartners
- Babysitting The Baumgartners
- Faces of Alice
- Oil Overload 11
- POV Sluts: Swallow Edition
- Fishnets 13
- The Submission of Emma Marx 2: Boundaries
- The Submission of Emma Marx 3: Exposed
- Babysitter Diaries 15
- Babysitters Taking On Big Dicks 2
- Babysitters Taking On Black Cock 3
- Between Teens
- Super Cute 3
- Yoga Girls
- Threesome Fantasies Fulfilled 2, 3, 5
- Teens in Tight Jeans 5
- Couples Seeking
- Cute Little Babysitter 5, 7
- Girlfriend Experience 2
- Girls Kissing Girls 18
- Girls Will Be Girls
- Kittens & Cougars 10, 6, 8
- Lesbian Stepsisters 2, 5
- Lesbo Pool Party 3, 6